# Malaysian Open 2011
Il Malaysian Open 2011 (conosciuto anche come Proton Malaysian Open 2011 per ragioni di sponsor) è stato un torneo di tennis giocato su campi in cemento indoor. È stata la 3ª edizione del Malaysian Open, che fa parte della categoria ATP World Tour 250 series nell'ambito dell'ATP World Tour 2011. Si è giocato al Bukit Jalil Sports Complex di Kuala Lumpur in Malaysia, dal 26 settembre al 2 ottobre 2011.

## Partecipanti

### Teste di serie
| Nazionalità | Giocatore          | Ranking | Testa di serie* |
| ----------- | ------------------ | ------- | --------------- |
| Spagna      | Nicolás Almagro    | 12      | 1               |
| Serbia      | Viktor Troicki     | 16      | 2               |
| Serbia      | Janko Tipsarević   | 17      | 3               |
| Austria     | Jürgen Melzer      | 21      | 4               |
| Russia      | Nikolaj Davydenko  | 36      | 5               |
| Stati Uniti | Alex Bogomolov Jr. | 40      | 6               |
| Russia      | Dmitrij Tursunov   | 41      | 7               |
| Giappone    | Kei Nishikori      | 54      | 8               |

* Le teste di serie sono basate sul ranking al 19 settembre 2011.

### Altri partecipanti
I seguenti giocatori hanno ricevuto una wildcard per il tabellone principale:
- Marcos Baghdatis
- David Goffin
- Ryan Harrison

I seguenti giocatori sono passati dalle qualificazioni:

- Rik De Voest
- Tejmuraz Gabašvili
- Mikhail Ledovskikh
- Marinko Matosevic

## Campioni

### Singolare
Janko Tipsarević ha sconfitto in finale  Marcos Baghdatis per 6-4, 7-5.
- È il primo torneo in carriera per Tipsarevic, e la terza finale nel 2011.

### Doppio
Eric Butorac /  Jean-Julien Rojer hanno sconfitto in finale  František Čermák /  Filip Polášek per 6-1, 6-3.